# Prix Corrida
Groupe II
Le Prix Corrida est une course hippique de plat se déroulant au mois de mai sur l'hippodrome de Saint-Cloud.
Créée en 1979, cette course de Groupe II réservée aux juments de 4 ans et plus rend hommage à la championne Corrida, double lauréate du Prix de l'Arc de Triomphe en 1936 et 1937. D'abord classée groupe 3, elle fut promue groupe 2 en 2004. Elle se dispute sur la distance de 2 100 mètres, et son allocation s'élève à 130 000 €.

## Palmarès depuis 2004
| Année | Vainqueur       | Pays        | Père             | Jockey                | Entraîneur             | Propriétaire                          | Temps   |
| ----- | --------------- | ----------- | ---------------- | --------------------- | ---------------------- | ------------------------------------- | ------- |
| 2025  | Aventure        | France      | Sea The Stars    | Maxime Guyon          | Christophe Ferland     | Wertheimer & Frère                    | 2'12"68 |
| 2024  | Pensée du Jour  | France      | Camelot          | Maxime Guyon          | André Fabre            | Wertheimer & Frère                    | 2'12"74 |
| 2023  | Above The Curve | Irlande     | American Pharoah | Maxime Guyon          | Joseph O'Brien         | Coolmore                              | 2'14"17 |
| 2022  | Sweet Lady      | France      | Lope de Vega     | Ioritz Mendizabal     | Francis-Henri Graffard | Gemini Stud                           | 2'14"11 |
| 2021  | Ebaiyra         | France      | Distorted Humor  | Christophe Soumillon  | Alain de Royer-Dupré   | S.A. Aga Khan                         | 2'24"04 |
| 2020  | Ambition        | France      | Dubawi           | Mickaël Barzalona     | X. Thomas-Demeaulte    | J. Rowsell & S. Ashley                | 2'26"72 |
| 2019  | Morgan Le Faye  | France      | Shamardal        | Mickaël Barzalona     | André Fabre            | Écurie Godolphin                      | 2'19"50 |
| 2018  | Bateel          | France      | Dubawi           | Pierre-Charles Boudot | Francis-Henri Graffard | Al Asayl Bloodstock Ltd               | 2'10"88 |
| 2017  | Armande         | France      | Sea The Stars    | Pierre-Charles Boudot | André Fabre            | Lady O'Reilly & Edouard de Rothschild | 2'16"69 |
| 2016  | Speedy Boarding | Royaume-Uni | Shamardal        | Frederic Tylicki      | James Fanshawe         | Helena Springfield Ltd                | 2'16"17 |
| 2015  | Trêve           | France      | Motivator        | Thierry Jarnet        | Christiane Head        | Al Shaqab Racing                      | 2'12"99 |
| 2014  | Siljan's Saga   | France      | Sagamix          | Pierre-Charles Boudot | Jean-Pierre Gauvin     | De Besset & Tassin                    | 2'16"19 |
| 2013  | Grace Lady      | France      | Muhtathir        | Gérald Mossé          | Tatiana Puitg          | Écurie Victoria Dreams                | 2'21"16 |
| 2012  | Solémia         | France      | Poliglote        | Olivier Peslier       | Carlos Laffon-Parias   | Wertheimer & Frère                    | 2'11"74 |
| 2011  | Sarafina        | France      | Refuse to Bend   | Christophe Lemaire    | Alain de Royer-Dupré   | S.A. Aga Khan                         | 2'10"50 |
| 2010  | Plumania        | France      | Anabaa           | Olivier Peslier       | André Fabre            | Wertheimer & Frère                    | 2'13"60 |
| 2009  | Alpine Rose     | France      | Linamix          | Gérald Mossé          | Alain de Royer-Dupré   | Écurie des Monceaux                   | 2'16"00 |
| 2008  | Fair Breeze     | Allemagne   | Silvano          | Jean-Pierre Carvalho  | Mario Hofer            | Stall Margarethe                      | 2'15"90 |
| 2007  | Mandesha        | France      | Desert Style     | Christophe Soumillon  | Alain de Royer-Dupré   | Zahra Aga Khan                        | 2'25"30 |
| 2006  | Pride           | France      | Peintre Célèbre  | Christophe Lemaire    | Alain de Royer-Dupré   | NP Bloodstock Ltd                     | 2'17"20 |
| 2005  | Elopa           | Allemagne   | Tiger Hill       | Andrasch Starke       | Andreas Schütz         | Stall Gamshof                         | 2'15"50 |
| 2004  | Actrice         | France      | Danehill         | Olivier Peslier       | Élie Lellouche         | Écurie Wildenstein                    | 2'13"50 |